# مقاطعة أبانوز (آيوا)
مقاطعة أبانوز (بالإنجليزية: Appanoose County)‏ هي إحدى مقاطعات ولاية آيوا في الولايات المتحدة الأمريكية.